# 안나 파블로브나 라시스키 황녀
안나 파블로브나(러시아어: Анна Павловна Романова, 1795년 1월 18일 ~ 1865년 3월 1일는 네덜란드 국왕 빌럼 2세의 왕비이다. 러시아 황제 파벨 1세의 여섯 번째 황녀로, 알렉산드르 1세, 니콜라이 1세의 누이였다. 한때 나폴레옹의 재혼 상대로도 거론된 적이 있으나 어머니인 러시아 황후 마리아 표도로브나의 반대로 성사되지 못하고 1816년 2월 21일 오라녜공 빌럼 왕자와 결혼했다.

## 자녀
| 사진 | 이름       | 생일            | 사망                   | 기타                                                         |
| ---- | ---------- | --------------- | ---------------------- | ------------------------------------------------------------ |
|      | 빌럼 3세   | 1817년 2월 19일 | 1890년 11월 23일(73세) | 네덜란드 국왕, 자녀 3남 1녀                                  |
|      | 알렉산더르 | 1818년 8월 2일  | 1848년 2월 20일(29세)  | 미혼                                                         |
|      | 헨드릭     | 1820년 6월 13일 | 1879년 1월 14일(58세)  | 자녀 없음                                                    |
|      | 에른스트   | 1822년 5월 21일 | 1822년 10월 22일(0세)  | 요절                                                         |
|      | 소피       | 1824년 4월 8일  | 1897년 3월 23일(72세)  | 카를 알렉산더 폰 작센바이마르아이제나흐 공작과 결혼, 1남 3녀 |

| 전임 프로이센의 빌헬미네 | 네덜란드 왕비 1840년 10월 7일 ~ 1849년 3월 7일 | 후임 뷔르템베르크의 소피 |

| 전임 프로이센의 빌헬미네 | 룩셈부르크 대공비 1840년 10월 7일 ~ 1849년 3월 7일 | 후임 뷔르템베르크의 소피 |

| 전임 프로이센의 빌헬미네 | 림뷔르흐 공작부인 1840년 10월 7일 ~ 1849년 3월 7일 | 후임 뷔르템베르크의 소피 |